# 仙台中央郵便局
仙台中央郵便局（せんだいちゅうおうゆうびんきょく）は、宮城県仙台市青葉区北目町にある郵便局。1965年（昭和40年）に仙台郵便局が改称した。民営化前の分類では集配普通郵便局であった。局所コードは810010。

## 概要
住所：〒980-8799 宮城県仙台市青葉区北目町1-7

### 分室
分室はなし。以下は過去に存在した分室である。
- 簡易保険事務センター内分室 (81001B) - 貯金局内分室として開設。青葉区上杉の仙台簡易保険事務センター（現在のかんぽ生命保険仙台サービスセンター）に併設されていた。1999年（平成11年）に廃止。
- 五ツ橋分室 - 逓信局内分室として開設。1964年（昭和39年）に廃止。
- 保険局内分室 - 1951年（昭和26年）に廃止（実質は、移転の上、長町郵便局（後の仙台南郵便局）に移管）。

### 出張所（局外設置ATM）
民営化後、すべてゆうちょ銀行仙台支店が管理を行っている。
- アエル内出張所：ホリデーサービス実施
- 宮城教育大学内出張所：ホリデーサービス実施
- 仙台市役所内出張所：ホリデーサービス実施
- 東北学院大学土樋内出張所：土曜稼働時間帯延長（17:00まで）実施
- 東北公済病院内出張所：土曜稼働時間帯延長（17:00まで）実施
- 東北大学工学部内出張所：土曜稼働時間帯延長（17:00まで）実施
- 日本郵政グループ東北ビル内出張所：ホリデーサービス実施

## 沿革
仙台に初めて郵便局が置かれたのは1872年（明治5年）で、日本の郵便制度発足にともなって各地に設置されたものの一つであった。当時の仙台の商業中心地であった国分町の米川重右衛門が事務を委嘱され、彼の居宅が郵便役所になった。1875年（明治8年）に仙台郵便局と改名して、南町に移転した。1881年（明治14年）に初めて郵便ポストが市内の6か所に置かれたが、当時の集配は3日に1度であった。
- 1872年8月4日（明治5年7月1日） - 仙台郵便取扱所として国分町に開設。
- 1872年（明治5年） - 仙台郵便仮役所となる[2]。
- 1873年（明治6年）4月1日 - 仙台郵便役所となる。
- 1875年（明治8年）1月1日 - 南町に移転し、仙台郵便局（二等）となる。翌日より為替取扱を開始。
- 1879年（明治12年） - 貯金取扱を開始。
- 1885年（明治18年） - 電信取扱を開始。
- 1889年（明治22年）7月16日 - 仙台郵便電信局となる。
- 1903年（明治36年）4月1日 - 通信官署官制の施行に伴い仙台郵便局（一等）となる。
- 1941年（昭和16年）9月1日 - 仙台市原町に宮城野分室を設置[3]。
- 1944年（昭和19年）
  - 4月1日 - 仙台市原町苦竹に苦竹分室を設置[4]。
  - 5月1日 - 電話度数料金制を開始[5]。
  - 12月15日 - 郵便局で取扱う電話通話事務を除く電話事務を仙台電話局に移管[6]。
- 1945年（昭和20年）9月10日 - この日をもって、苦竹分室および宮城野分室を廃止[7]。
- 1946年（昭和21年）2月9日 - 電信事務を仙台電信局に移管[8]。
- 1947年（昭和22年）1月13日 - 逓信局内分室を仙台市東八番丁から同市本荒町に移転[9]。
- 1948年（昭和23年）9月16日 - 逓信局内分室を仙台市本荒町から同市清水小路に移転[10]。
- 1949年（昭和24年）7月1日 - 逓信局内分室を郵政局内分室に、保険支局内分室を保険局内分室にそれぞれ改称。
- 1951年（昭和26年）8月8日 - 仙台地方簡易保険局の移転に伴い保険局内分室を廃止[11]。
- 1954年（昭和29年）9月1日 - 仙台市東二番丁に貯金局内分室を設置。
- 1955年（昭和30年）11月 - 新庁舎落成。
- 1956年（昭和31年）9月1日 - 当局および郵政局内分室、貯金局内分室において、電話通話および和文電報受付事務の取扱を開始。
- 1957年（昭和32年）12月1日 - 仙台郵政局の移転に伴い、郵政局内分室を五ツ橋分室に改称。
- 1958年（昭和33年）7月1日 - 貯金局内分室を仙台市東二番丁から同市北一番丁へ移転するとともに北一番丁分室に改称。
- 1964年（昭和39年）10月1日 - 五ツ橋分室を廃止。旧局舎を利用して同日、仙台五ツ橋郵便局[12]を設置。
- 1965年（昭和40年）11月26日 - 仙台中央郵便局に改称。
- 1970年（昭和45年）4月1日 - 北一番丁分室を簡易保険局内分室に改称。
- 1973年（昭和48年）10月15日 - 仙台市一番町一丁目から、同市北目町に局舎を新築、移転。
- 1984年（昭和59年）7月1日 - 簡易保険局内分室を簡易保険事務センター内分室に改称。
- 1988年（昭和63年）6月27日 - 仙台北郵便局開局に伴い、集配業務の一部を移管。
- 1991年（平成3年）10月1日 - 外国通貨の両替および旅行小切手の売買に関する業務取扱を開始。
- 1999年（平成11年）5月28日 - 簡易保険事務センター内分室を廃止。
- 2002年（平成14年）10月7日 - 地域区分局業務を、同日開局した新仙台郵便局へ移管。
- 2007年（平成19年）3月5日 - 愛子郵便局、大沢郵便局、富谷郵便局、鶴巣郵便局、吉岡郵便局が配達センター化し、当局はそれらを配下とする統括センター局となる[13]。
- 2007年（平成19年）10月1日 - 民営化に伴い仙台中央郵便局共通事務センターを廃止、併設された郵便事業仙台支店に集配業務などを移管。
- 2012年（平成24年）10月1日 - 日本郵便株式会社の発足に伴い、郵便事業仙台支店を仙台中央郵便局に統合。

## 取扱内容
- 郵便、印紙、ゆうパック、内容証明
- 貯金、為替、振替、振込、国際送金、国債、投資信託
- 生命保険、バイク自賠責保険、自動車保険、変額年金保険
- ゆうちょ銀行ATM
- 仙台市青葉区の一部（〒980-00xx、-08xx、-09xx、-60xx、-61xxの各地域）、太白区のうち東北放送（980-8668）の集配業務
- ゆうゆう窓口

## 風景印

### 現在の風景印
- 表記は『仙台中央』
- 図案は『七夕飾り』・『伊達政宗騎馬像』・市の木『ケヤキ』
- 使用開始日は1989年（平成元年）4月1日

### 過去の風景印
- 1955年（昭和30年）12月15日 - 1962年（昭和37年）7月6日
  - 表記は『仙台』
  - 図案は『伊達政宗公平和像』・『仙台城址』・『七夕飾り』

- 1962年（昭和37年）7月7日 - 1965年（昭和46年）11月24日
  - 表記は『仙台』

- 1965年（昭和40年）11月25日 - 1971年（昭和46年）6月7日
  - 表記は『仙台中央』

- 1971年（昭和46年）6月8日 - 1989年（平成元年）3月31日
  - 表記は『仙台中央』
  - 図案は『仙台城大手門隅櫓』・『七夕飾り』
    - 仙台中郵便局も表記が違うだけで、同じ印影の風景印である。

- 2007年（平成19年）10月1日 - 2012年（平成24年）9月30日
  - 表記は『仙台』
  - 図案は『七夕飾り』・『伊達政宗騎馬像』・市の木『ケヤキ』
    - 民営化に伴いゆうゆう窓口に配備

## 周辺
- 東北大学片平キャンパス
- イムス明理会仙台総合病院
- 仙台中央警察署
- SS30
- 日本郵政グループ仙台ビル、仙台東二番丁郵便局
- 仙台トラストシティ（東北学院中学校・高等学校跡地）

## アクセス
- JR東北新幹線・東北本線・仙山線 仙台駅より徒歩約15分、もしくはJR仙石線 あおば通駅から徒歩約12分。
- 仙台市地下鉄南北線 五橋駅より徒歩約7分。
- 仙台市営バス 中央郵便局前停留所下車。
- 東北自動車道 仙台宮城ICから東へ約6.5km、仙台南部道路 長町ICから北西へ約5km、仙台東部道路 仙台東ICから西へ約7km。
- 国道286号沿い
- 駐車場あり：15台